# Hípica als Jocs Mediterranis de 2018
La competició d'hípica dels Jocs del Mediterrani de 2018 de Tarragona es va celebrar entre el 27 i el 29 de juny al Reial Club de Polo de Barcelona. La primera aparició d'aquest esport en els Jocs del Mediterrani va ser a Barcelona 1955 a Catalunya.
La competició es mixta i es va centrar en dues modalitats, competició individual i per equips.

## Medaller per categoria
| Categoria        | Or                                                                                          | Plata | Bronze                                                                                                |
| Prova individual | Felicie Adeline Bertrand                                                                    | Alexandra Paillot                                                                                         | Abdelkader Said                                                                                       |
| Prova per equips | Portugal · Duarte Seabra · António Matos · Luis Gonçalves · Hugo Carvalho · Rodrigo Almeida | França · Titouan Schumacher · Alexandra Paillot · Felicie Bertrand · Pierre-Alain Mortier · Morgan Bordat | Itàlia · Filippo Bologni · Luigi Polesello · Francesca Arioldi · Giampiero Garofalo · Matteo Leonardi |

## Medaller per país
| Posició | País     | Or | Plata | Bronze | Total |
| 1       | França   | 1  | 2     | -      | 3     |
| 2       | Portugal | 1  | -     | -      | 1     |
| 3       | Itàlia   | -  | -     | 1      | 1     |
| 3       | Egipte   | -  | -     | 1      | 1     |
| Total   | Total    | 2  | 2     | 2      | 6     |